# Leopoldsburg
Leopoldsburg (franceză Bourg-Léopold) este o comună din regiunea Flandra din Belgia. Comuna este formată din localitățile Leopoldsburg și Heppen. Suprafața totală a comunei este de 22,49 km². La 1 ianuarie 2008 comuna avea o populație totală de 14.636 locuitori. 